# 탑골 랩소디
《탑골 랩소디 : K-POP도 통역이 되나요?》는 2020년에 E채널에서 방송된 프로그램이다. 외국인들이 한국의 8090 명곡들을 자국의 언어로 재해석해 부르는 프로그램으로, 우승자에게는 앨범 발매의 기회가 주어진다. 초대 글로벌 가왕전 우승자인 중국의 찐룬지와 4일 방송된 시즌1 마지막회에서 두번째 글로벌 가왕전의 우승을 차지한 프랑스의 룰리아가 앨범 발매의 기회를 얻었다.